# کارلوس اول، پادشاه پرتغال
کارلوس اول (۲۸ سپتامبر ۱۸۶۳ – ۱ فوریهٔ ۱۹۰۸) که در پرتغال تا پیش از انقلاب اکتبر ۱۹۱۰ به دیپلمات و شه‌ید (به پرتغالی: Diplomata e Martirizado) شناخته میشد، پادشاه پرتغال بین سال‌های ۱۸۸۹ تا هنگام قتلش در ۱۹۰۸ بود. وی فرزند و جانشین لوئیس اول بود.